# 劉邦高
劉邦高 （1960年12月3日—），印尼前男子羽球運動員。

## 生涯
劉邦高主要參與單打，其全盛時期在1980年代。1980年在雅加達舉行的世界羽毛球錦標賽中，於準決賽敗於隊友林水鏡而獲得季軍。在國際羽毛球巡迴賽裡，劉邦高曾獲得冠軍的比賽有瑞典公開賽（1981）、印尼公開賽（1984）、台北名人賽（1985）、哥本哈根盃（1981），以及印度大師賽（1982）。
在男子雙打方面，他曾經搭配印尼雙打大師紀明發贏得1981年日本公開賽冠軍，該屆他也同時參加單打比賽，在決賽負於球王梁海量而屈居亞軍   。
劉邦高曾代表印尼國家隊參加1982年及1986年湯姆斯盃男子國際羽球團體賽，並擔任第二單打。這兩屆比賽印尼隊皆以些微差距敗給中國隊，其中1982年的比賽（9點制）他個人出賽兩點皆告失利，而1986年的比賽（5點制）則贏得僅有的一點出賽。